# Notiobia nitidipennis
Notiobia nitidipennis är en skalbaggsart som beskrevs av Leconte 1848. Notiobia nitidipennis ingår i släktet Notiobia och familjen jordlöpare. Inga underarter finns listade i Catalogue of Life.